# Wilsons vliesvaren
Wilsons vliesvaren (Hymenophyllum wilsonii) is een varen uit de vliesvarenfamilie (Hymenophyllaceae). Het is een kleine, vochtminnende varen die in matten op de rotsen groeit.
Het is een soort van West-Europa en de eilanden van Macaronesië, die algemener is dan de platte vliesvaren (Hymenophyllum tunbrigense), maar niet in België of Nederland voorkomt.

## Naamgeving enetymologie
- Synoniemen: Hymenophyllum peltatum auct., Hymenophyllum unilaterale auct.

- Duits: Wilsons Hautfarn
- Engels: Wilson's Filmy fern

De botanische naam Hymenophyllum is een samenstelling van Oudgrieks ὑμήν, humēn (vlies) en φύλλον, phullon (blad). De soortaanduiding wilsonii is een eerbetoon aan de Britse bryoloog William Wilson (1799-1871), die de soort als eerste onderscheiden heeft van de platte vliesvaren.

## Kenmerken
Wilsons vliesvaren heeft overblijvende, tot 8 cm lange, vlakke, enkelvoudig geveerde bladen, met minder segmenten dan de platte vliesvaren. De bladen zijn lancetvormig tot elliptisch van vorm, slechts één cellaag dik, donkergroen tot bruin, bijna transparant en zonder huidmondjes. De deelblaadjes zijn lijnvormig, gevleugeld, met fijn getande bladranden en één centrale nerf die duidelijk zichtbaar is, en maken een hoek met de bladsteel, zodat de blaadjes in tegenstelling tot de platte vliesvaren meer volume hebben. De bladsteel is draadvormig en korter dan het blad, en ontspringt uit een draadvormige, kruipende, onbehaarde rizoom.
De sporenhoopjes liggen op de bladrand, zijn onopvallend en worden beschermd door tweekleppige dekvliesjes, zonder uitstekend receptaculum zoals bij Trichomanes, en niet getand zoals bij de platte vliesvaren.

## Habitat
Wilsons vliesvaren is een lithofytische plant die vaak in kolonies groeit op beschaduwde, verticale, silicaatrijke rotsen, dikwijls in ravijnen vlakbij watervallen. De plant vormt dichte matten, waarbij de bladen anders dan bij de platte vliesvaren niet tegen het substraat zijn aangedrukt maar een hoek met het substraat maken.

## Voorkomen
De varen komt voor in gematigde en subtropische streken, voornamelijk op de eilanden van Macaronesië (Canarische Eilanden, Madeira en de Azoren), Ierland, westelijk Groot-Brittannië (Schotland, Wales, Lake District) en Noorwegen. Hij heeft een vergelijkbare habitatkeuze en verspreidingsgebied als de zeldzamere platte vliesvaren.
...  · 
H. maderense · 
H. tunbrigense (Platte vliesvaren) · 
H. wilsonii (Wilsons vliesvaren) · 
...
Abrodictyum · Callistopteris · Cephalomanes · Crepidomanes · Didymoglossum · Hymenophyllum · Polyphlebium · Trichomanes · Vandenboschia